# 케이 벨
케이 벨(Kay Bell, 1914년 10월 14일 ~ 1994년 10월 27일)은 미국의 배우, 텔레비전 배우, 스턴트 배우, 프로 레슬링 선수, 교사이다.
체할리스에서 태어났으며 레드먼드에서 사망하였다. 사인은 암이다.

## 영화
- 십계 (1956년)
- 텍사스 결사대 (1955년)